# メリノール宣教会
メリノール宣教会（メリノールせんきょうかい）は1911年に創立されたのアメリカのカトリック海外宣教会。
20世紀前半には中国で活発な宣教を行い、「大連カトリック教会」はおもに日本人により建てられ、現存している。

## 創設
創立者は、ボストン大司教区司祭であるジェームズ・アンソニー・ウォルシュとノース・カロライナ州ローリ教区司祭であるトーマス・フレデリック・プライス。メリノールの名はニューヨーク郊外のマリアの丘（Mary knoll）から名付けられた。1911年にメリノール宣教会を創立。同年6月29日に教皇ピウス10世から正式な認可を受ける。1918年に創立者のプライス神父と3人の宣教師が中国へ派遣される。宣教国はアジア、中南米、アフリカ・中近東地域の26カ国に及ぶ（1992年現在）。

## 日本での活動
メリノール宣教会の日本での活動は、3人の宣教師の横浜への到着により、1933年8月31日に始まる。1935年8月から滋賀県で宣教を開始し、カトリック大阪教区の一部であった京都府・奈良県・三重県・滋賀県が知牧区として同会に委託された。
現在は、北海道室蘭市、東京都などで活動をしている。カトリック京都司教区の設立に貢献し、一時司牧をまかされていた時期もある。西陣聖ヨゼフ教会などの京都市内北部の教会を設置した。テレビやラジオを通じて、独自の宣教活動を行っていたジェームス・ハヤット神父とグレアム・マクドナル神父も、1974年に東京教区の司祭になるまでは、同会の会員であった。

## 日本管区本部　所在地
〒053-0045　苫小牧市双葉町2-10-12